# Hydriomena confusa
Hydriomena confusa là một loài bướm đêm trong họ Geometridae.